# Guillaume de Lornay
Guillaume de Lornay (* im 14. Jahrhundert; † 31. Oktober 1408) war von 1388 bis 1408 Bischof  von Genf.

## Leben
Guillaume entstammt einer adligen Familie der Grafschaft Genf. Seine Eltern waren Jean, Herr von Bonatrait und Agnès de Ternie. Er ist 1378 als Student des kanonischen Rechts in Avignon nachgewiesen und war Chorherr in Genf. Clemens VII., dessen Kaplan und Kämmerer er war, verlieh ihm Kanonikate in Autun, Elne und Langres sowie das Archidiakonat in Carpentras. Im Jahre 1388 wurde er zum Bischof von Genf ernannt.